# Nghi tần Thành thị
Nghi tần Thành thị (chữ Hán: 宜嬪成氏, Hangul: 의빈성씨; 8 tháng 7 năm 1753 - 14 tháng 9 năm 1786), là một Hậu cung tần ngự thuộc Nội mệnh phụ của Triều Tiên Chính Tổ.
Bà đã sinh ra Văn Hiếu Thế tử và là người được Chính Tổ sủng ái nhất trong cuộc đời của mình, nhưng thân phận thấp kém của bà không thể khiến bà có được vinh hoa phú quý lâu dài. Từ khi con trai bà qua đời, cũng vì thế mà bà mất theo, để lại cho Chính Tổ niềm tiếc thương vô hạn và cái chết này của bà ảnh hưởng sâu sắc đến nhà vua.

## Tiểu sử
Nghi tần Thành thị sinh ngày 8 tháng 7 năm 1753, quê quán ở Xương Ninh (昌寧), là con gái của Thành Dận Hựu (成胤祐, 성윤우) và vợ là Lâm phu nhân. Ngoại tổ phụ là Dẫn nghi Lâm Tông Trụ (林宗胄), một vị quan chuyên về lễ nghi trong cung hàm Tòng lục phẩm. Bà được tuyển vào cung để đào tạo thành một cung nữ hầu hạ trong Vương Thất.
Ngày 26 tháng 8 năm 1781, bà được phong hàng Chính ngũ phẩm Thượng nghi (尙仪, 상의), trở thành người thân cận của Hòa tần Doãn thị (和嬪尹氏), một hậu cung của nhà vua.
Năm 1782, ngày 7 tháng 9, Thành thị sinh hạ được một con trai, tức Văn Hiếu Thế tử (文孝世子). Thành thị nhanh chóng được thăng lên làm Chính tam phẩm Chiêu dung (昭容, 소용) và chính thức trở thành Hậu cung. Năm sau, bà một lần nữa được nâng lên hàng Chính nhất phẩm Tần (嫔), phong hiệu là Nghi tần (宜嬪).
Ngày 27 tháng 3 năm 1784, Nghi tần sinh hạ một Ông chúa, nhưng Ông chúa qua đời khi chưa kịp đặt tên. Cùng năm đó, ngày 2 tháng 7, nhà vua chọn con trai bà làm Vương thế tử (王世子), kế vị tương lai của nhà vua. Tưởng như vinh sủng tột cùng thì qua ngày 11 tháng 5 năm 1786, Vương tử qua đời khi chỉ mới 4 tuổi. Cái chết của con trai khiến Nghi tần đau lòng, dần phát bệnh.
Ngày 14 tháng 9 năm 1786, Nghi tần Thành thị qua đời khi đang mang thai đứa con thứ ba, hưởng thọ 34 tuổi. Nghi tần được chôn cất cùng con trai là Văn Hiếu Thế tử ở Hiếu Xương viên (孝昌園).

## Trong văn hóa đại chúng
- Thể hiện bởi Lee Han-na và Han Ji-min trong bộ phim truyền hình của đài MBC sản xuất năm 2007 Lee San, Triều đại Chosun dưới cái tên hư cấu là Song Seong-yeon.
- Thể hiện bởi Lee Jun-ho và Lee Se-young trong bộ phim truyền hình của đài MBC sản xuất năm 2021 Viền đỏ trên tay áo dưới cái tên hư cấu là Seong Deok-im.